# Пашкова, Людмила Анатольевна
Людмила Анатольевна Пашкова (7 августа 1942, Москва— 29 октября 2021, там же) — советская и российская актриса

.

## Биография
Родилась в актёрской семье. Её мать, Лариса Пашкова, была народной артисткой РСФСР, лауреатом Государственной премии СССР, входила в труппу театра имени Е. Вахтангова, а отец, Анатолий Колеватов, работал директором Московского театра имени Ленинского комсомола. Племянница Галины Пашковой, народной артистки РСФСР, лауреата Сталинской премии (1952).
Выпускница Театральное училище имени Б. В. Щукина. В 1967 году была принята в труппу Государственного академического Малого театра.
Снималась в кино и телесериалах.
Первая жена актёра народного артиста России Валентина Смирнитского (с 1973 года по 1974 год). Родители невесты были против этого союза, и уже через год пара развелась.
Прах похоронен в могиле родителей на Кунцевском кладбище.

## Избранные театральные роли
- «Палата» С. Алешина
- Девушка в толпе «Власть тьмы» Л. Н. Толстого
- Женщина на палубе «Оптимистическая трагедия» В. В. Вишневского
- 2-я княжна «Горе от ума» А. С. Грибоедова
- Служанка Нины «Маскарад» М. Ю. Лермонтова
- Абигайль «Стакан воды» Э. Скриба
- Нинучча «Рождество в доме синьора Купьелло» Э. де Филиппо
- Нелли «Эмигранты» А. В. Софронова
- Вера «Растеряева улица» М. С. Нарокова (по Г. И. Успенскому
- Александра Булычёва «Достигаев и другие» М. Горького
- Глафира «Пучина» А. Н. Островского
- Варвара «Гроза» А. Н. Островского
- Эстель «Мамуре» Ж. Сармана
- Мария «Агония» М. Крлежа
- Шелавина «Без вины виноватые» А. Н. Островского
- Жизель «Мамуре» Ж. Сармана
- Девушка «Утренняя фея» А. Касона
- Настасья Петровна «Дядюшкин сон» Ф. М. Достоевского
- 3-я баба «Конёк-Горбунок» П. П. Ершова
- Лариса «Не было ни гроша, да вдруг алтын» А. Н. Островского
- Атаманша «Снежная королева» Е. Шварца
- 2-я баба «Конёк-горбунок» П. П. Ершова
- Фетинья Мироновна Епишкина «Не было ни гроша, да вдруг алтын» А. Н. Островского
- Мавруша «Смерть Тарелкина» А. В. Сухово-Кобылина
- Ренэ, «Мольер» («Кабала святош») М. А. Булгакова
- Ефросинья Потаповна «Бесприданница» А. Н. Островского

## Избранная фильмография
- 2008 — Француз Серёжа — цветочница
- 2007 — Путешествие
- 2006 — Об этом лучше не знать — тётя Маша
- 2006 — Кромъ (телесериал) — Ольга Павловна, начальник горздравотдела
- 2006 — Джоник — Матрёна
- 2005 — Адам и превращения Евы — Анна
- 1985 — Без вины виноватые (фильм-спектакль) — Шелавина
- 1980 — Незнакомец (фильм-спектакль) — Дуся
- 1979 — Мамуре (фильм-спектакль) — Эстель, правнучка Селины, кузина Мари-Жозеф
- 1976 — Пучина (фильм-спектакль) — Глафира Пудовна
- 1975 — Достигаев и другие (фильм-спектакль) — Александра Булычева
- 1970 — На берегу Невы (фильм-спектакль)
- 1969 — Бедность не порок (фильм-спектакль) — Анна Ивановна, молодая вдова
- 1968 — Барсуки (фильм-спектакль) — Настя дочь, трактирщика
- 1968 — Зарядье | 1-я серия
- 1968 — В деревне | 2-я серия
- 1968 — В лесу | 3-я серия

## Награды
- 1999 — Медаль ордена «За заслуги перед Отечеством» II степени.